# Procarduelis nipalensis
El camachuelo oscuro (Procarduelis nipalensis) es una especie de ave paseriforme de la familia Fringillidae propia de Asia. Es la única especie adscrita al género Procarduelis.
Anteriormente esta especie estuvo asignada al género Carpodacus pero fue reasignada a Procarduelis basándose en los resultados de análisis filogenéticos de mitocondria y secuencias de ADN.

## Distribución y hábitat
Se lo encuentra en Bután, China, India, Laos, Birmania, Nepal, Pakistán, Tailandia, y Vietnam. Su hábitat  natural son los bosques boreales y las zonas arbustivas de elevada altitud subtropicales o tropicales.

## Galería

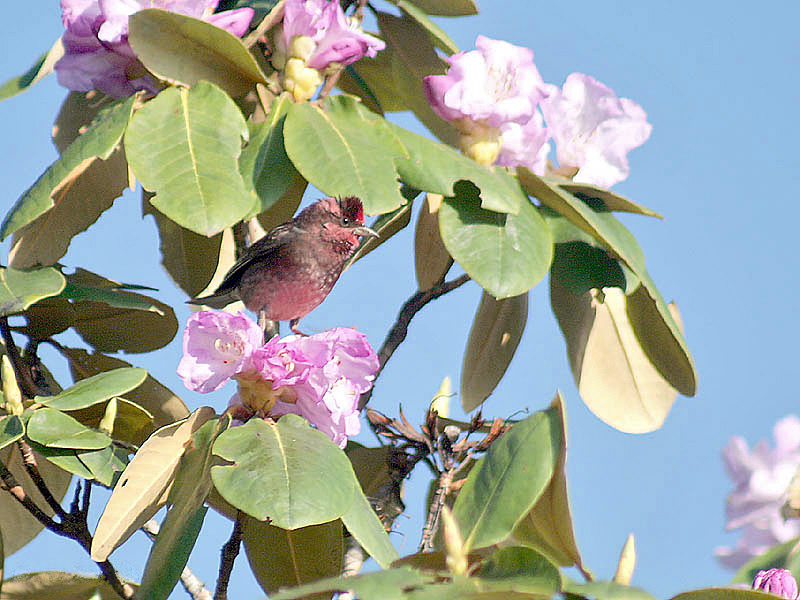
Macho a 2 900 m en Kullu - Distrito de Manali de Himachal Pradesh, India.
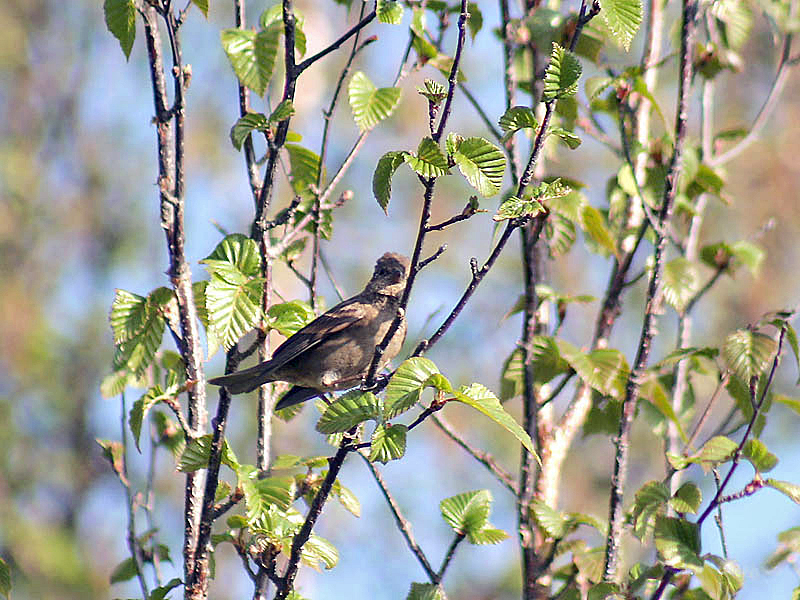
Hembra a 3 200 m en Kullu - Distrito de Manali de Himachal Pradesh, India
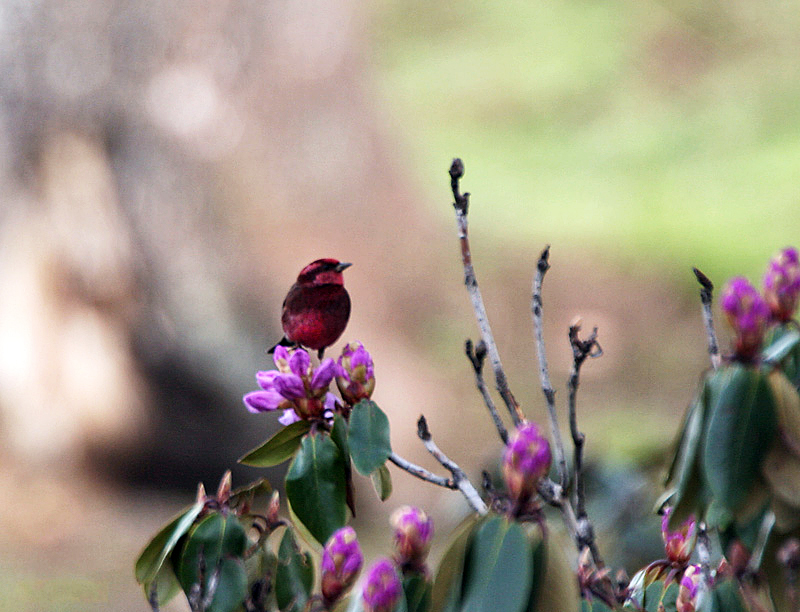
Macho a 3 300 m en Kullu - Distrito de Manali de Himachal Pradesh, India